# Aeroportul Beijing Nanyuan
Aeroportul Beijing Nanyuan (IATA: NAY, ICAO: ZBNY) este un aeroport din Nanyuan Subdistrict⁠(d), Fengtai District⁠(d), Beijing, Republica Populară Chineză ce deservește zona Beijing. Aeroportul a fost tranzitat în 2019 de 5.060.412 pasageri. A fost numit după zona deservită.
Situat la o altitudine de 3 m, aeroportul dispune de o singură pistă.